# Campionat del Món d'esquí nòrdic de 1934
El Campionat del Món d'esquí nòrdic de 1934 fou la vuitena edició del Campionat del Món d'esquí nòrdic. Es van disputar cinc proves, totes masculines, entre el 20 i el 25 de febrer de 1934 a Sollefteå, Suècia.

## Resultats

### Esquí de fons
| Prova   | Or                                                                            | Plata                                                                   | Bronze                                                                             |
| 18 km   | Sulo Nurmela (FIN)                                                            | Veli Saarinen (FIN)                                                     | Martti Lappalainen (FIN)                                                           |
| 50 km   | Elis Wiklund (SWE)                                                            | Nils-Joel Englund (SWE)                                                 | Olli Remes (FIN)                                                                   |
| 4x10 km | Finlàndia Sulo Nurmela · Klaes Karppinen · Martti Lappalainen · Veli Saarinen | Alemanya Walter Motz · Josef Schreiner · Willy Bogner · Herbert Leupold | Suècia Allan Karlsson · Lars Theodor Jonsson · Nils-Joel Englund · Arthur Häggblad |

### Combinada nòrdica
| Prova      | Or                   | Plata                 | Bronze                 |
| Individual | Oddbjørn Hagen (NOR) | Sverre Kolterud (NOR) | Hans Vinjarengen (NOR) |

### Salt d'esquí
| Prova          | Or                       | Plata            | Bronze              |
| Trampolí llarg | Kristian Johansson (NOR) | Arne Hovde (NOR) | Sven Eriksson (SWE) |

## Medaller
| Posició | País      | Or | Plata | Bronze | Total |
| 1       | Noruega   | 2  | 2     | 1      | 5     |
| 2       | Finlàndia | 2  | 1     | 2      | 5     |
| 3       | Suècia    | 1  | 1     | 2      | 4     |
| 4       | Alemanya  | 0  | 1     | 0      | 1     |
|         | TOTAL     | 5  | 5     | 5      | 15    |